# Teeatta driesseni
Teeatta driesseni är en spindelart som beskrevs av Davies 2005. Teeatta driesseni ingår i släktet Teeatta och familjen Amphinectidae.
Artens utbredningsområde är Tasmanien. Inga underarter finns listade i Catalogue of Life.